# Salzgewinnung

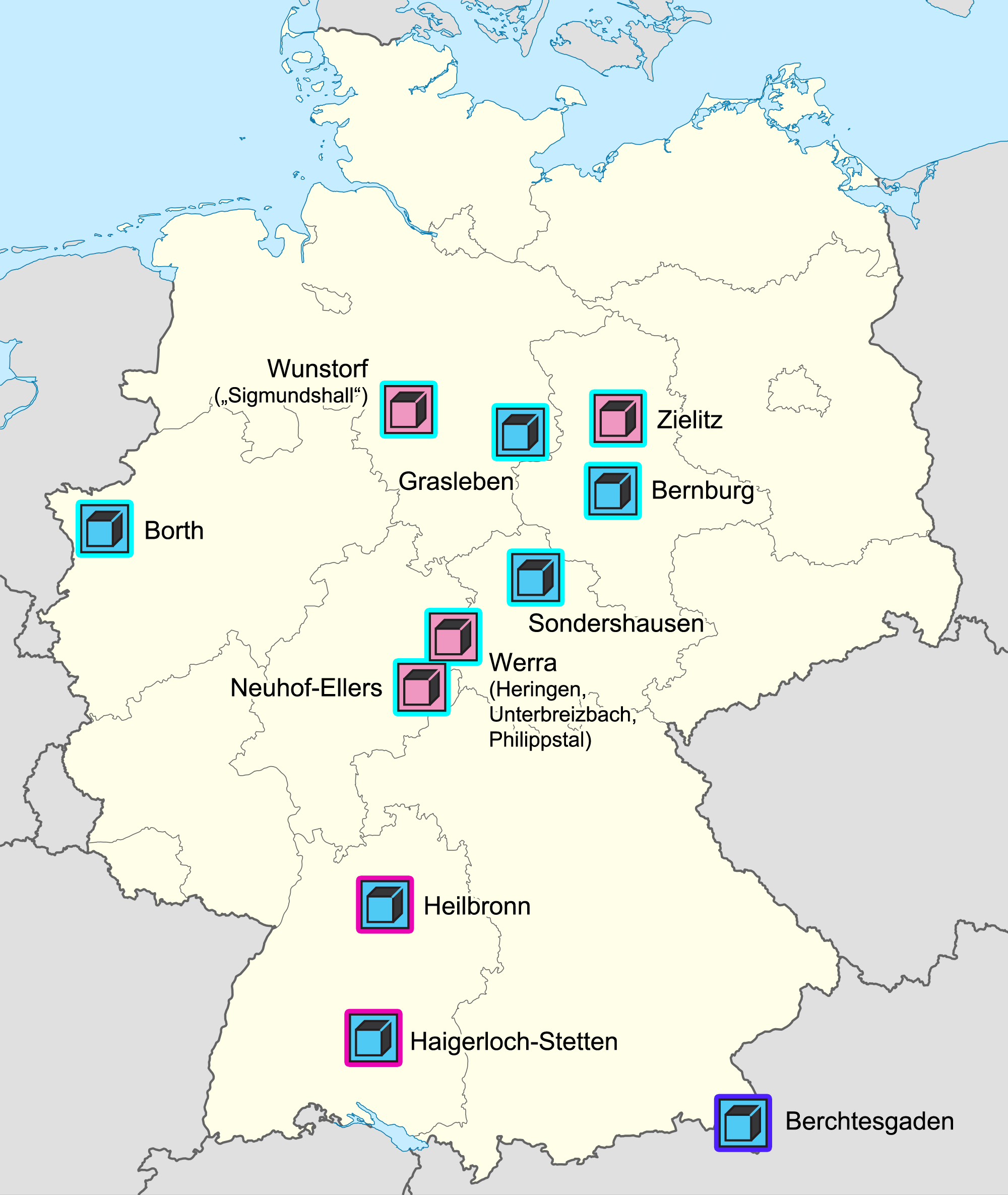
Aktive Stein- (blau) und Kalisalzbergwerke (rosa) in Deutschland.
Rahmenfarben der Symbole:
Abbau von Zechstein-Salz
Abbau von Salz aus dem mittleren Muschelkalk
Abbau von Salz aus der alpinen Permotrias (Haselgebirge)

Unter Salzgewinnung versteht man die Entnahme bestimmter leicht löslicher Salze aus dem Vorkommen und deren Verfügbarmachung für die anschließende Aufbereitung. Überwiegend betrifft dies die Gewinnung eines nahezu ausschließlich aus Kochsalz (Natriumchlorid, NaCl) bestehenden Salzgemisches und dessen Aufbereitung zu Speisesalz. Weltweit werden folgende drei Methoden für die Salzgewinnung genutzt: bergmännischer Abbau, Bohrlochsolung und Abscheidung aus salzhaltigen Oberflächengewässern.

## Geschichte

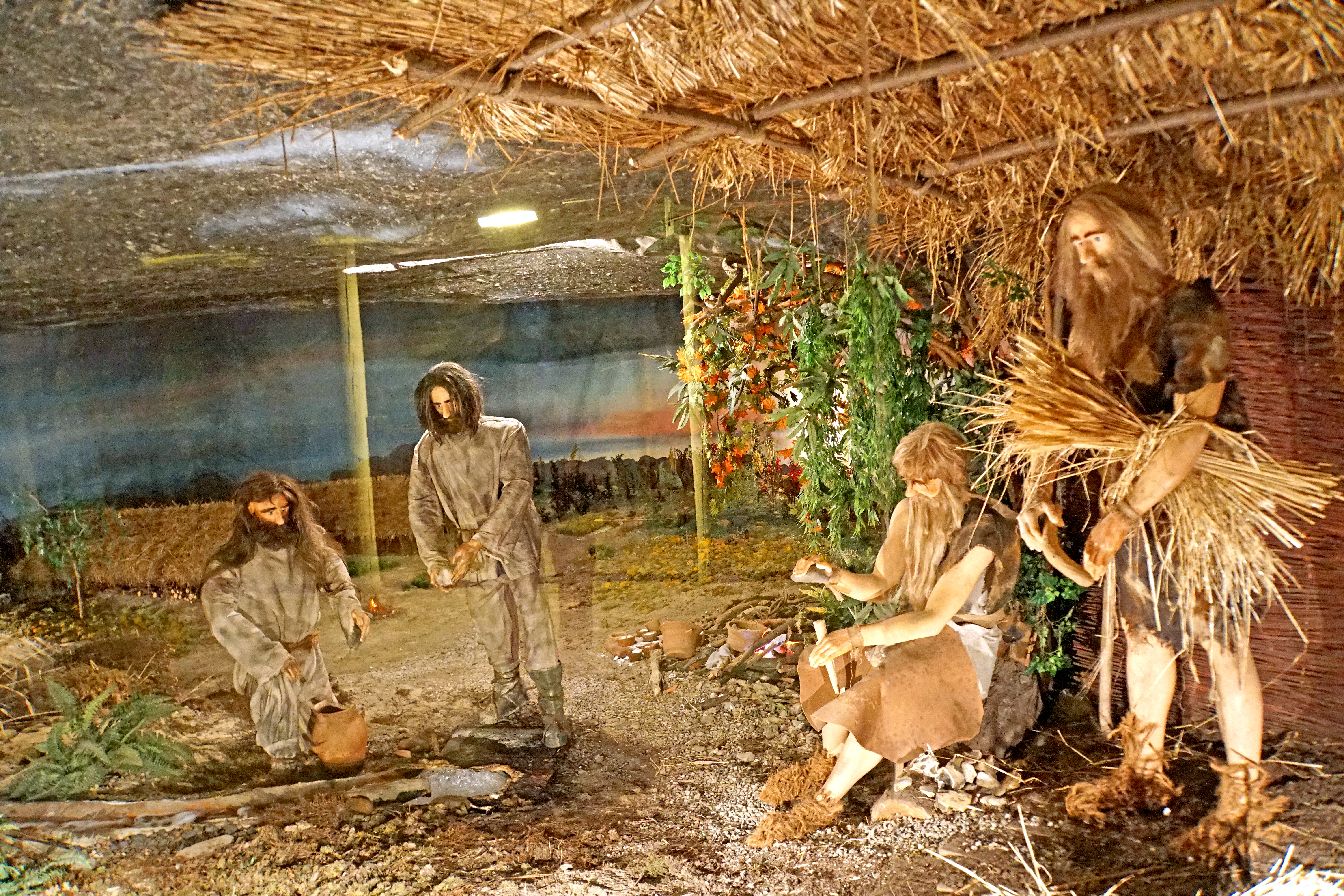
Salzgewinnung im Neolithikum

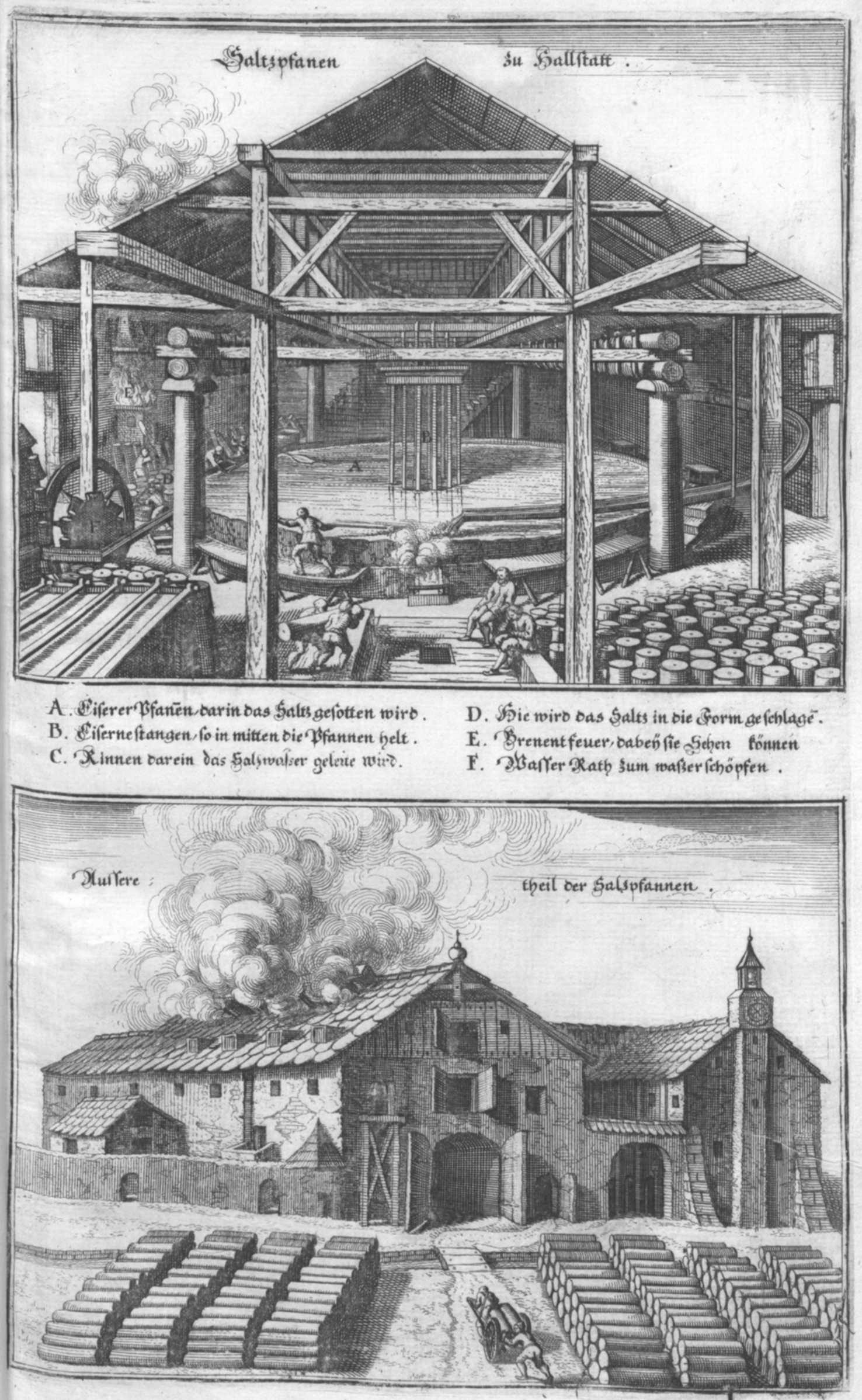
Die Saltzpan zu Hallstätt (Merian, 1679)

Bereits in der Jungsteinzeit und Bronzezeit wurde im heutigen Sachsen-Anhalt aus Solequellen Salz gewonnen. In der Eisenzeit (Hallstattzeit und La-Tène-Zeit) entstanden Salinen an zahlreichen Solequellen und an den Küsten. Wichtigste Standorte in Deutschland waren: Halle (Saale), Bad Nauheim, Schwäbisch Hall, Werl (Westfalen). Diese Salinen arbeiteten mit Siedegefäßen aus Keramik, die in den Siedeöfen auf kleine Säulen aus Ton gestellt wurden. Die Reste dieser Öfen und Siedegefäße werden von den Archäologen als „Briquetage“ bezeichnet. Noch bis in unsere Zeit hinein nutzten afrikanische Stämme diese Form der Salzgewinnung. Das Sieden von Sole in Pfannen aus Blei oder Eisen wurde erst in römischer Zeit in Europa eingeführt.
Die ersten deutschen Salinenstädte waren Bad Reichenhall seit 696 und Soest ebenfalls seit dem 7. Jahrhundert, Halle (Saale) seit 806, Werl seit 850, Lüneburg seit 956, Einbeck auch seit dem 10. Jahrhundert sowie Schwäbisch Hall seit 1037. Die Saline Werl stellte ihren Betrieb vor dem Ersten Weltkrieg ein, da aufgrund von Teufungsarbeiten für den Steinkohlenbergbau im benachbarten Hamm die Salzquellen zu wenig Sole zu Tage brachten.
In der Regel waren die Solquellen Eigentum der Landesherrn, der Siedebetrieb war an Pfänner verpachtet, die das Salz gewerbsmäßig herstellten und in Kooperationen vertrieben. In Halle hatten die Halloren, in Werl die Erbsälzer das vom Landesherrn verbriefte Recht (das Salzregal) der Salzgewinnung und des Verkaufs des Salzes bis in das 19. Jahrhundert hinein. Die Erbsälzer erhielten im Jahre 1708 vom Kaiser die Reichsadelsstandsanerkennung aufgrund einer Urkunde von 1432. Das Salz wurde in großen Pfannen aus Blei oder Eisenblech eingedampft.

„Ohngefehr auff ein Meil Wegs von der Statt / in dem Gebürg / ist ein Saltzbergwerck / in welchem die Saltzstein / wie ein ander Ertz / herausser gehauen / und in grosse darzu gemachte Gruben geworffen werden: Alsdann laßt man solche Gruben mit süssem Wasser voll anlauffen / dasselbe etlich Monat lang / biß die Saltzstein wol zergangen / und sich das unreine zu Boden gesetzt hat / stehen; dann probirt man das Wasser mit einem darzu bereiteten Holtz: Findet man es zu reich am Saltz / so laßt man mehr süsses Wasser daran. Wann es dann an der Prob recht befunden / so wird es in höltzern Teichlen in die Statt zu der Saltzpfannen in grosse höltzerne Kästen geführt / die so hoch gelegen / daß solch Wasser ferners in die Pfannen leichtlich mag geleitet werden. In diesem Saltzhauß hat es vier starcke eiserne Pfannen / deren jede acht und viertzig Werckschuh lang / 34. breit / und 3. tieff ist. Wird jede / mit allem Unkosten / biß sie gemacht wird / auff drey tausend Gulden angeschlagen / und mag eine ungefehr zehen Jahr gebraucht werden / doch muß man sie stets mit flicken / und außbessern / erhalten. Wann man die Pfannen macht / so schlagen 15. Schmid zumal auff einen Nagel / welcher genietet wird. Es haben solche Pfannen Windöfen / welche ungefehr ein Schuh weit / und sechs hoch seynd. Alle Pfannen seynd mit Pfeilern untermauert / von wegen ihrer gewaltigen Grösse. Eine Pfannen von den vieren lasset man allwegen 7. Tag ruhen / und siedet nur in den 3. und um Jacobi läßt man alle Pfannen 3. Wochen feyren. Es sollen am gantzen Werck / in dem Bergwerck / bey den Saltzgruben / in Wälden zum Holtzhauen / zum flötzen / in der Hall zum sieden (darzu das Brennholtz mit geringem Kosten auff dem Yhn kan gebracht werden /) sampt allen Handwercks- und Befelchsleuten / was mit diesem Saltzwerck zu thun hat / alle Tag auff die tausend Personen gebraucht werden. Und solle gleichwol diß Saltzwerck / welches allbereit ein gutes über die dreyhundert Jahr gewähret hat / deß Jahrs / über allen Unkosten / biß in die 150. tausend Gulden Uberschuß ertragen.“

Während des Siedens setzte man unterschiedliche Flüssigkeiten wie Blut, Eiweiß oder Bier zu, um die Verunreinigungen zum Ausschäumen zu bringen.
Seit dem 16. Jahrhundert wurden die Brennstoffressourcen knapp. Vor dem Sieden wurde der Salzgehalt der Sole durch Gradieren erhöht. Die Sole rieselte über Stroh oder Dornengestrüpp (in der Regel Schwarzdorn); das Wasser verdunstete und der Salzgehalt in der Sole erhöhte sich. Eine Reinigung der Sole von Kalk, Gips und anderen Nebenstoffen wurde auch erreicht. Diese, da schlechter löslich als das Kochsalz, schlugen sich am Gestrüpp des Gradierwerks als grau-brauner Dornstein nieder.
Die Einrichtungen erforderten aber ebenso wie die Pumpanlagen und die immer größer werdenden Siedeeinrichtungen einen hohen Kapitalaufwand, der von den Pfännern nicht mehr aufgebracht werden konnte. In vielen Fällen bezog der Landesherr den Hauptgewinn aus Steuern auf die Salzproduktion. Leeck stellt in seiner Studie (2007) zu den Salinen „Brockhausen“ und „Bad Sooden-Allendorf“ zwei Optionen dar, die Anfang des 16. Jahrhunderts üblich waren: die Finanzierung von neuen Technologien durch Geschäftsmänner und durch den Landesfürsten. Die Salzgewinnung wurde an einigen Standorten zum staatlichen Monopolunternehmen. Die Königliche Saline in Arc-et-Senans bildete im 18. Jahrhundert wesentliche Merkmale einer Fabrik aus. Die Pfänner wurden so zu Lohnarbeitern und die Eigentümer der Salinen zu frühkapitalistischen Arbeitgebern.
Um 1955 änderte sich die Technologie, da es gelang, salzführendes Gestein unter Wasserdruck zu zertrümmern. Im Abstand von mehreren hundert Metern werden Schächte in die Salzflöze gebohrt und Rohre verlegt. Wasser wird unter hohem Druck nach unten gepumpt. Am Fuß der Schächte bilden sich Risse und Sprünge im Gestein, welche die Bohrlöcher miteinander verbinden. Durch dieses Soleverfahren steigt die gewonnene Salzmenge aus einer Lagerstätte von fünf Prozent auf über 40 Prozent des vorhandenen Steinsalzes an. Die Gestehungskosten sinken um 50 Prozent und die Unterhaltskosten sogar um über 95 Prozent.

## Bergmännische Gewinnung
In Deutschland wird Stein- und Kalisalz zurzeit in sieben Salzbergwerken und vier Kalibergwerken abgebaut. Der Abbau erfolgt zumeist im Kammerabbauverfahren, das heißt die rechteckigen Abbauräume werden durch dauerhaft verbleibende Pfeiler aus Salzgestein gestützt. Die Salzgewinnung erfolgt überwiegend durch Bohren und Sprengen und das Abfördern über gleislose mobile Großgeräte. Die Bohrlöcher werden mit dieselgetriebenen Bohrwagen und elektro-hydraulischem Bohrantrieb gefertigt. Sprengstoff-Ladefahrzeuge bringen überwiegend loses Ammoniumnitrat-Salzmineral pneumatisch in die Bohrlöcher ein. Das gesprengte Haufwerk wird auf Fahrschaufellader geladen und zu Brecheranlagen transportiert, zerkleinert und über Förderbandanlagen zum Förderschacht transportiert. Die Schachtförderung wird mit Gefäßförderanlagen realisiert.
Einige ausgebeutete alte Schächte in nicht mehr bewirtschafteten Salzstöcken werden als Lagerräume für giftige oder radioaktive Abfälle genutzt.

## Solende Gewinnung
Für die Aufbereitung von Sole zu Salz benötigt man voll gesättigte Sole. Diese hat einen Gehalt an Natriumchlorid (NaCl) von 26 % oder 317,86 g/l bei 15 °C. Natürliche Sole aus dem Anbohren unterirdischer Solequellen ist meist untersättigt und wird nachträglich durch Zugabe von festem Salz aufgesättigt.
Künstliche Sole wird aus Steinsalzlagerstätten durch kontrollierte Bohrsolung als gesättigte Sole gewonnen. Die Gewinnung erfolgt in sogenannten Kavernen, d. h., in einem Salzstock wird eine vertikale Bohrung eingebracht und durch Süßwassereinbringung ein trichterförmiger Hohlraum erschlossen. Die gewonnene Rohsole ist allgemein für die weitere Verarbeitung nicht rein genug und muss im Rahmen der Salzaufbereitung eine chemische Reinigung durchlaufen sowie anschließend in einem Eindampfungsprozess wieder auskristallisiert werden.

### Schweiz
Das in der Schweiz älteste Salzbergwerk Bex versorgte dank Salzregal lange Zeit exklusiv den Kanton Waadt mit Speisesalz, dies aus solender Gewinnung, nachdem vom 17. bis ins 19. Jahrhundert die Lagerstätte trocken, also bergmännisch ausgebeutet worden war.
Die Schweizer Rheinsalinen versorgen den Rest der Schweiz mit Salz, verschiedene Betreiber hatten im Raum des Kantons Aargau an der Grenze zum Kanton Baselland ab Mitte des 19. Jahrhunderts Salz abgebaut. Im Jahr 1909 schlossen sich die schon vereinigten Betriebe Riburg und Rheinfelden mit der Saline Schweizerhalle zu den «Vereinigten Schweizerischen Rheinsalinen» zusammen.

## Gewinnung aus salzigem Oberflächenwasser

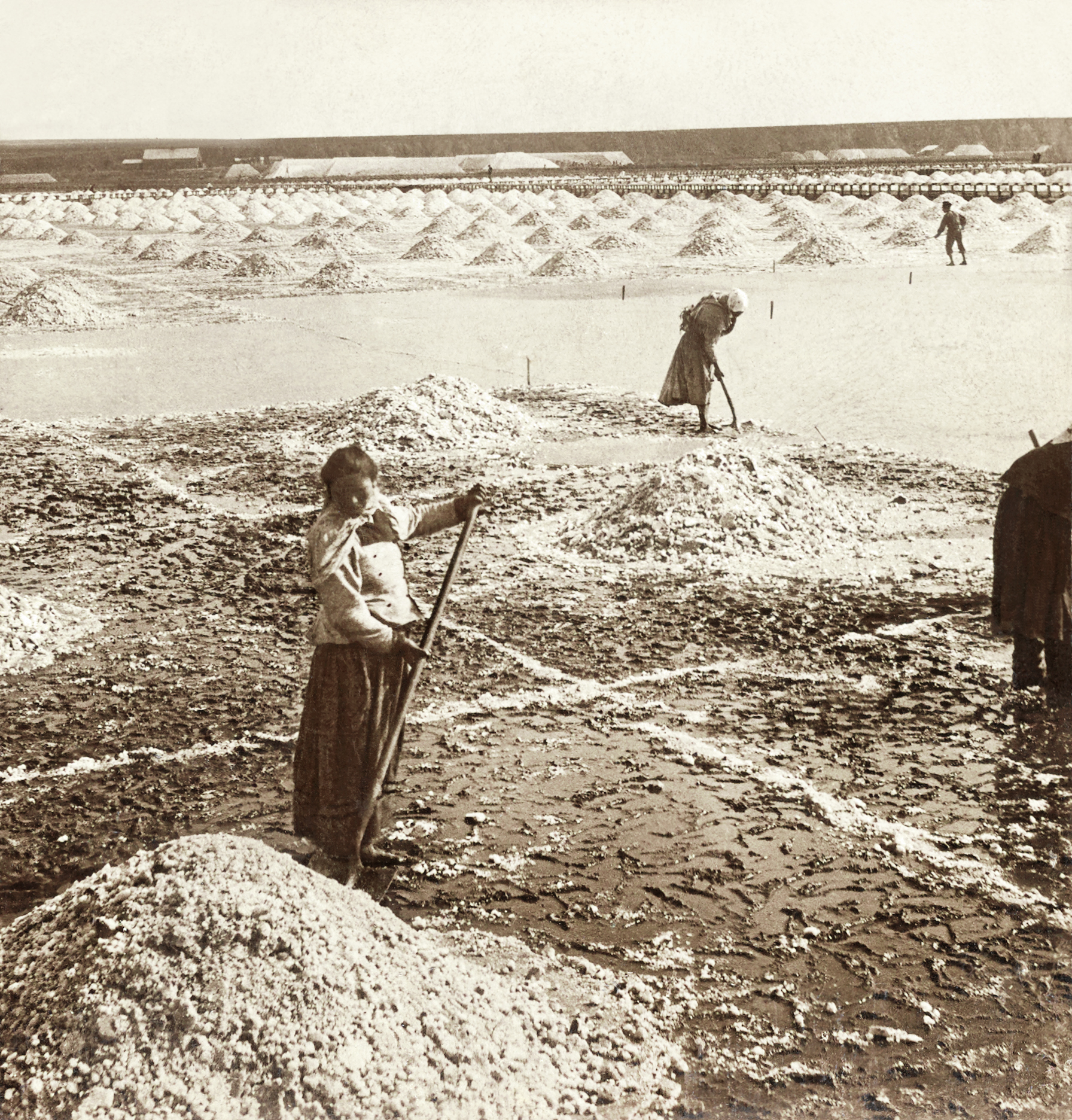
Salzernte am Schwarzen Meer im frühen 20. Jahrhundert

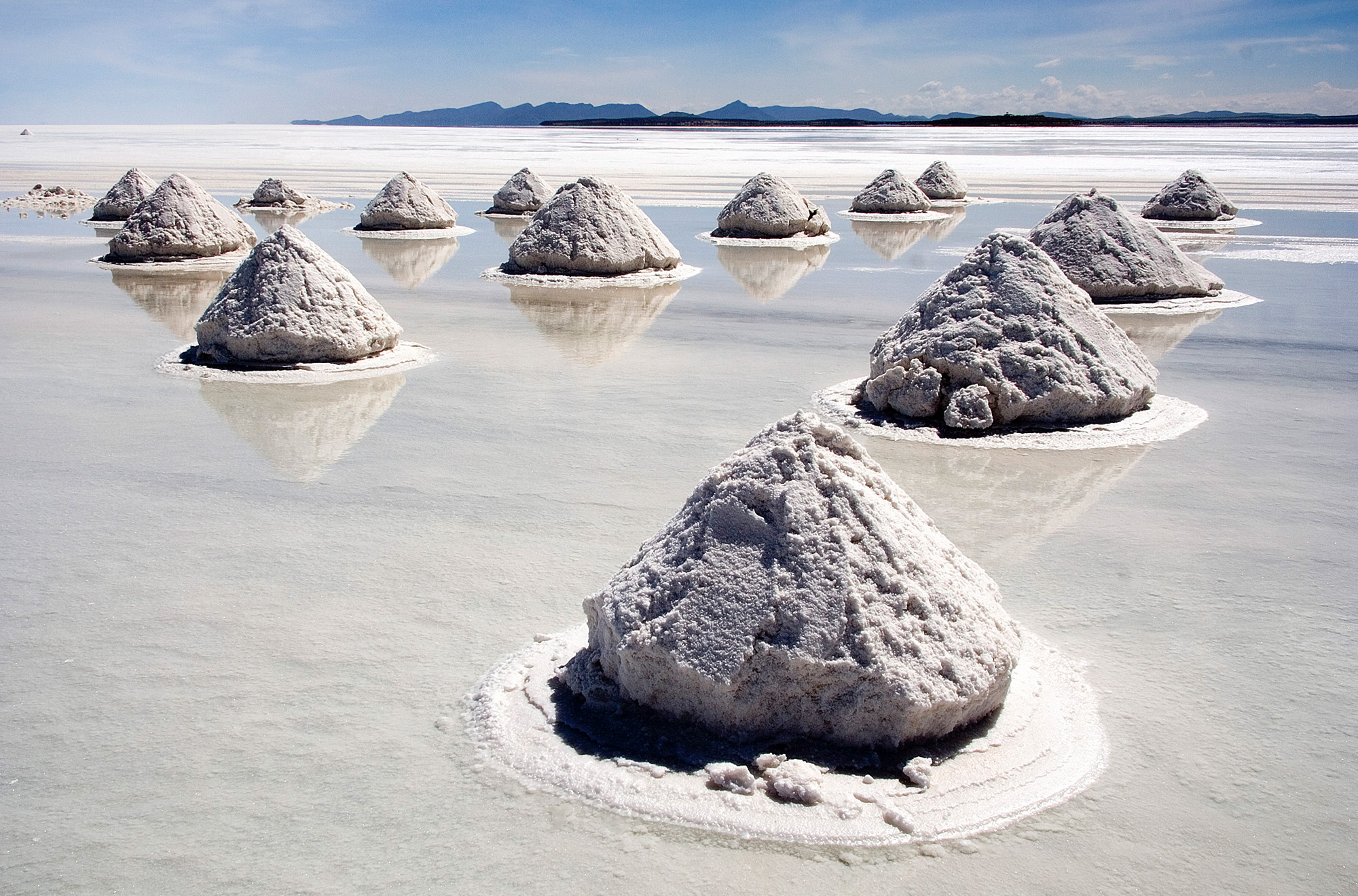
Aufgehäufeltes Salz im Salar de Uyuni in den bolivianischen Anden

Die Gewinnung von Meersalz aus salzigen Gewässern (Küstengewässer, Salzseen) setzt ein zumindest saisonal warmes, trockenes Klima voraus und erfolgt in mehreren Stufen. Zuerst wird das Salzwasser zur Vorkonzentration in mehrere hintereinander geschaltete Verdunstungsteiche gepumpt. In jeder Stufe erhöht sich der Sättigungsgrad der Sole, sodass bereits Gips größtenteils ausgefällt wird. Die gesättigte Sole wird dann in Kristallisierteiche gepumpt, in denen die Endeindunstung erfolgt. Aus einem Kubikmeter normalsalzigem Meerwasser können ca. 23 Kilogramm Meersalz gewonnen werden. Danach erfolgt die Salzaufbereitung. Analog der Gewinnung aus Meerwasser kann Salz auch aus Salzseen gewonnen werden. Diese enthalten meist bereits konzentrierte Salzlösungen und oft weniger Nebenmineralien als das Meer. So hat das Tote Meer 7,93 % NaCl, Great Salt Lake in den USA sogar 15,11 % NaCl. In wasserarmen Gebieten werden zur Gewinnung von Trinkwasser Meerwasserentsalzungsanlagen eingesetzt. Hierbei kann Salz als Nebenprodukt anfallen, das dann aufbereitet werden muss.

## Salztorfabbau im Gebiet der friesischen Küste
In der Zeit vom 11. bis 15. Jahrhundert war die Salztorfgewinnung zwischen Flandern und der Nordfriesischen Nordseeküste ein bedeutender Wirtschaftsfaktor, der gut organisiert in nahezu industriellem Maßstab betrieben wurde.
Das friesische Salz war das Handelsprodukt der Friesen schlechthin, über Jahrhunderte hinweg. Im Gegensatz zum Salz der Lüneburger Saline war es nicht weiß, sondern grau gefärbt; es schmeckte bitterer. Über Jahrhunderte hinweg galt es gegenüber dem Salz aus Lüneburg als mindestens konkurrenzfähig. Die Salzgewinnung in Friesland begründete über Jahrhunderte hinweg den außergewöhnlichen Wohlstand der einheimischen Bevölkerung; es machte die Häfen Ripen, Husum und Tönning, wo die Salzverschiffung erfolgte, zu wohlhabenden Orten.
Die friesische Art der Salzgewinnung war außerordentlich mühevoll und arbeitsaufwendig, denn der Rohstoff hierfür war weder als Lösung noch als Kristall gegeben, sondern der braune, tief unter den damaligen Inseln und Halligen ruhende Torf der Bronzezeit war das Ausgangsprodukt, das es zu erschließen galt. Besondere Qualität erhielt das Salz durch Anreicherung des vorhandenen Torfs durch steten Kontakt mit dem Meerwasser. Die teilweise bis zwei Meter mächtigen Torfschichten wurden trockengelegt, indem man die darüberliegende Sedimentation entfernte und den dann zutage tretenden Torf streifenförmig stach. In Karren oder Booten wurde dieser zur Salzsiederwarft befördert, die Torfziegel wurden an der Luft getrocknet und anschließend verbrannt. Die salzhaltige Asche wurde in Holzküpen mit Strohfiltern gefüllt und wiederholt mit Meerwasser ausgespült, bis das Salz aus der Asche ausgewaschen war. In eisernen Siedepfannen, die mit getrockneten Salztorfziegeln befeuert wurden, wurde die als Breen oder scharfer Pekel bezeichnete gesättigte Salzsole eingedampft und das gewonnene Salz europaweit exportiert.
Ab dem 15. Jahrhundert kam der Salztorfabbau zum Erliegen, nachdem er gegenüber dem bergmännisch gewonnenen Salz, beispielsweise aus Lüneburg, zunehmend unrentabel wurde. Ein 1550 erlassenes Verbot des Kaisers Karl V., im friesischen Küstengebiet nach Torf zwecks Herstellung von Salz zu graben, tat ein Übriges.
Für die Niederungen und Uthlande der Nordseeküste hatte die Salztorfgewinnung schwerwiegende Folgen. Oberflächenentwässerung und der Abbau der Moore führte zu Absenkungen des ohnehin schon nahe auf Meeresspiegelhöhe liegenden Landes, auf Niveaus unterhalb Mittleren Tiedenhochwassers, was das Land noch anfälliger für Wassereinbrüche und Verluste durch Grundwasservernässung und Sturmfluten machte. So waren die Meereseinbrüche von Dollart, Harle, Jadebusen und Leybucht maßgeblich auf die Folgen der Salztorfgewinnung zurückzuführen.

## Museen
An Orten mit Salzsiedetradition verfügen die Heimatmuseen oft über eigene Abteilungen, die sich diesem Thema widmen (z. B. Haus Catoir in Bad Dürkheim, Romanisches Haus in Bad Kösen oder museum.ebensee in Ebensee). Einige Museen beschäftigen sich auch ausschließlich mit der – zumeist historischen – lokalen Salzsiederei (z. B. das Gradierwerk in Bad Salzungen sowie die Salzmuseen in Bad Reichenhall, Bad Sooden-Allendorf, Lüneburg und Soltau). Des Weiteren bestehen an Orten mit Salzbergbautradition Schaubergwerke (z. B. in Berchtesgaden und Hallein). In Halle (Saale) findet seit 1969 mehrfach im Jahr das sogenannte Schausieden im Halloren- und Salinemuseum statt. Ebenfalls einen direkten Einblick in das historische Salzsiedehandwerk bietet die experimentell-archäologische „Saltsyderie“ auf Læsø im Kattegatt.